# ALL I WANNA DO
『ALL I WANNA DO』（オール・アイ・ワナ・ドゥ）は、高岡亜衣の1枚目のミニアルバム。2009年4月29日にGIZA studioから発売された。

## 概要
自身初のミニアルバムはタイトル通り、自身がやりたい事を軸にした曲を中心に収録した。「Don't wanna think of you」の歌詞はアルバムタイトルの捩りがある。「Cry like a river」は当初は同年の4月15日にシングルとして発売する予定だったが、当ミニアルバムの発売に伴い、中止となった。

## 収録曲
全作詞・作曲：高岡亜衣
1. Hello my sunshine
編曲：小林哲
2. Cry like a river
編曲：岩倉さとし
3. I do it for your love
編曲：高岡亜衣
4. I'm in love
編曲：小林哲
5. Change my life
編曲：岩倉さとし
6. Don't wanna think of you
編曲：高岡亜衣
7. The day of days
編曲：岩倉さとし
「Change my life」のカップリング曲。

## 参加ミュージシャン
- 高岡亜衣 - ボーカル
  - 岩倉さとし - ギター、ベース、シンセサイザー
  - 小林哲 - シンセサイザー
  - 大賀好修 - ギター
  - 岩井勇一郎(三枝夕夏 IN db) - ギター、コーラス
  - 麻井寛史(the★tambourines) - ベース
  - 亀井俊和(the★tambourines) - ドラム
  - 大楠雄蔵 - オルガン

| スタブアイコン | サブスタブ | この項目は、まだ閲覧者の調べものの参照としては役立たない、アルバムに関連した書きかけの項目です。この項目を加筆・訂正などしてくださる協力者を求めています（P:音楽/PJ:アルバム）。 |